# Bara Imambara

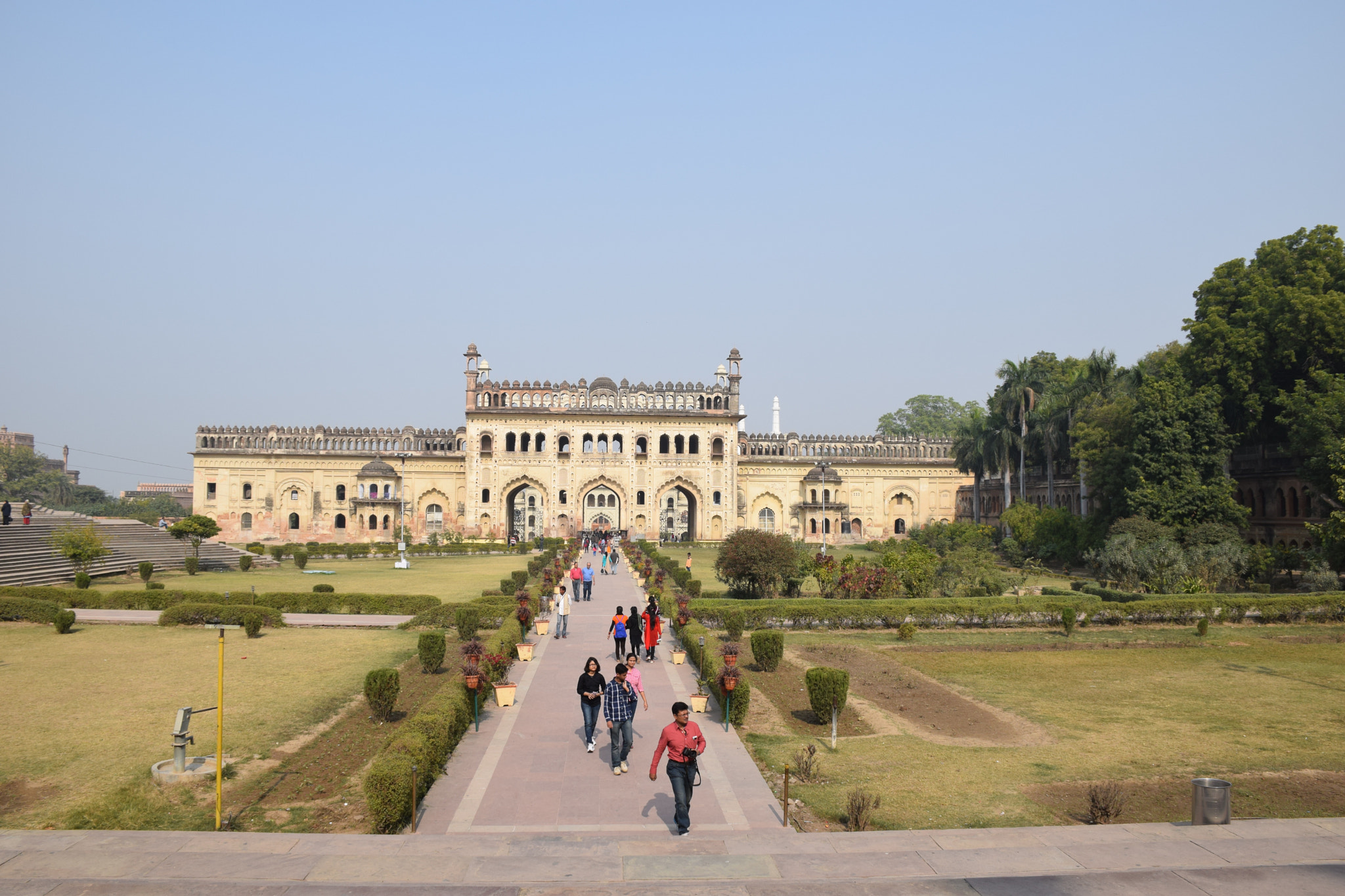
Bhul Bhulaiya – Eingangsgebäude des Bara-Imambara-Komplexes

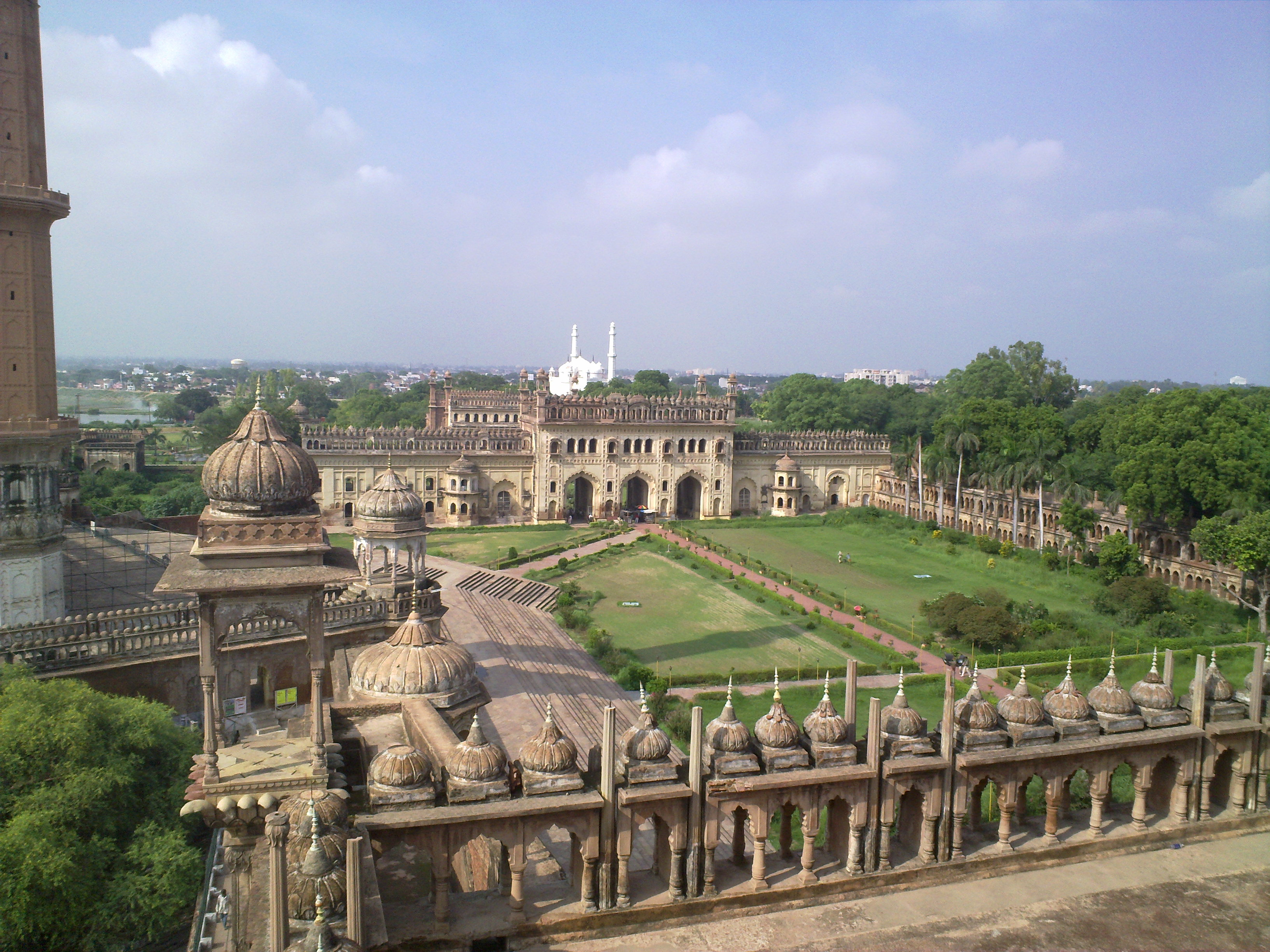
Bauten und Gärten des Bara-Imambara-Komplexes

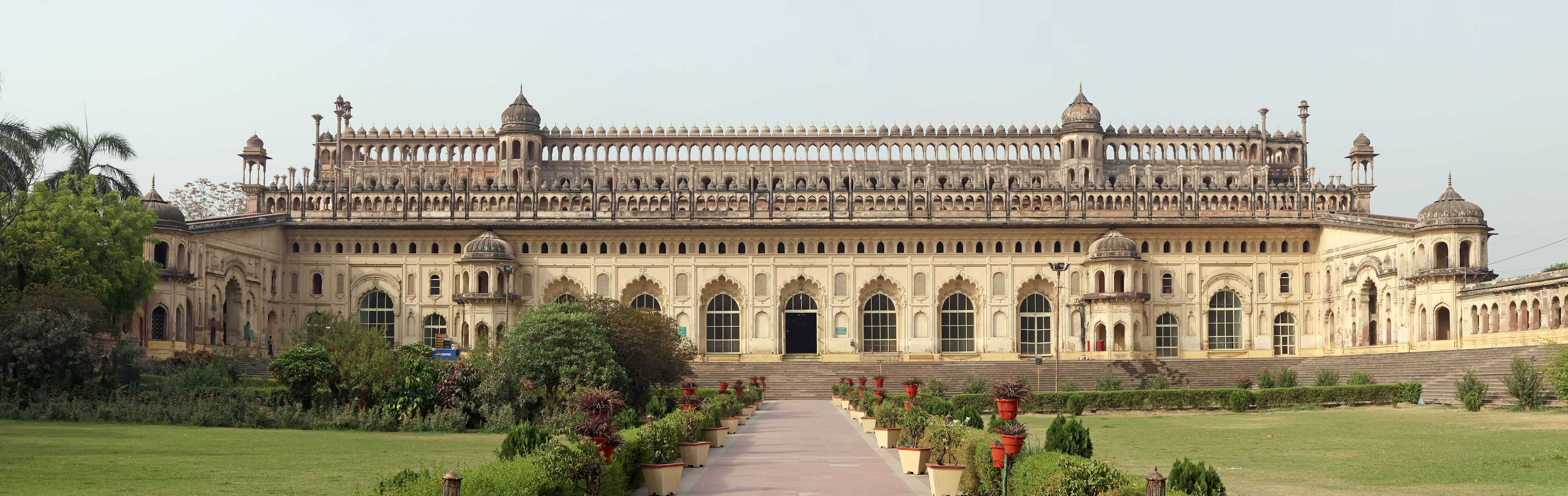
Palastgebäude

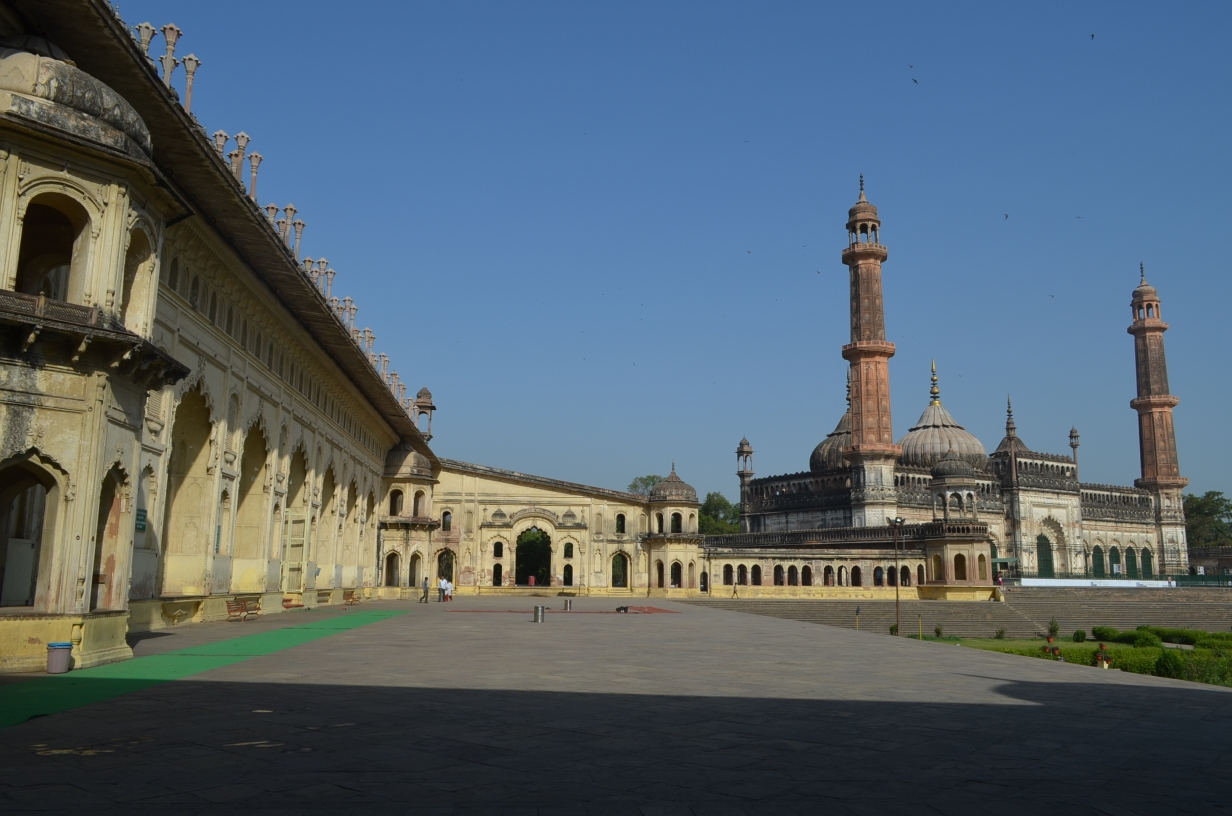
Mausoleum und Asfi-Moschee

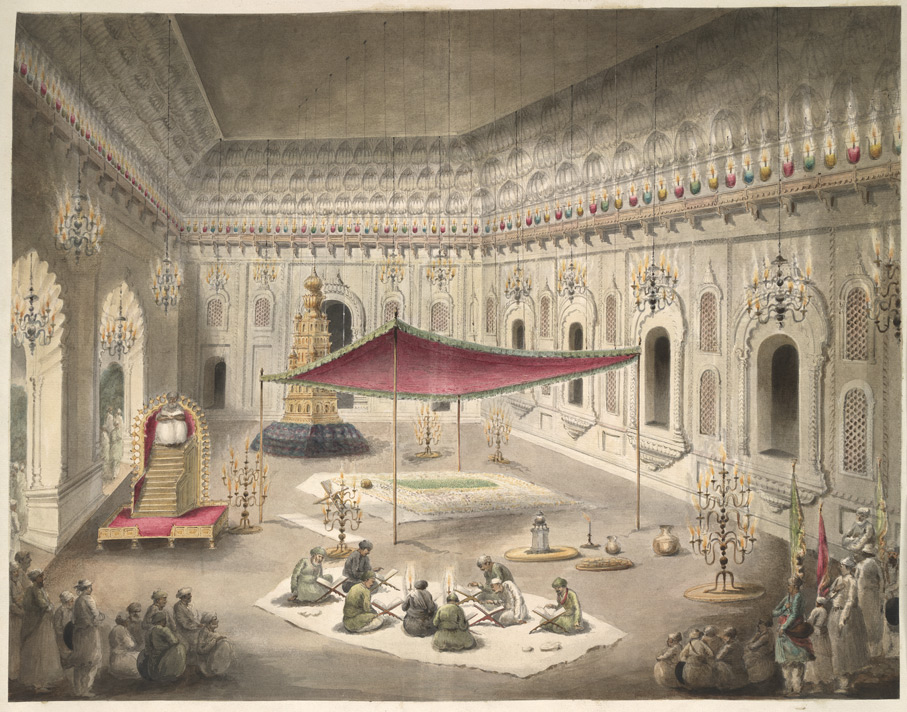
Inneres der Gebetshalle mit dem von einem Baldachin bedeckten Kenotaph von Asaf-ud-Daula

Als Bara Imambara (Hindi बड़ा इमामबाड़ा, manchmal auch Asafi Imambara) wird ein muslimischer Mausoleums-, Gedenk- und Moscheekomplex im Norden der Stadt Lucknow in der ehemaligen Provinz Avadh (auch Oudh) im nordindischen Bundesstaat Uttar Pradesh bezeichnet. Er wurde speziell für die Abhaltung der Trauerzeremonien im Rahmen des Aschura-Festes der Zwölfer-Schia am zehnten Tag des Monats Muharram gebaut.

## Lage
Der Mausoleums- und Moscheekomplex Bara Imambara liegt am Fluss Gomti etwa 4 km nordwestlich des Stadtzentrums von Lucknow (heute Lakhnau) in einer Höhe von ca. 120 m.

## Geschichte
Asaf-ud-Daula (reg. 1775–1794), der Enkel des Großwesirs Safdarjung, verlegte kurz nach seinem Regierungsantritt über die quasi unabhängige Provinz Avadh die Hauptstadt der agrarisch entwickelten und somit auch politisch erfolgreichen Region von Faizabad nach Lakhnau. Während einer Hungersnot fünf Jahre später (ca. 1780–1784) begann er mit dem Bau eines repräsentativen Baukomplexes, zu welchem auch ein langgestreckter Stufenbrunnen (bouli oder baoli) mit achteckigem Brunnenbecken gehörte, der den Komplex ganzjährig mit Wasser versorgte.

## Architektur
Die in ihrem Stil sehr einheitlich gestaltete Hofanlage des Bara-Imambara-Komplexes ist umgeben von mehreren Gebäuden:
- Der zweigeschossige Torbau (Bhul Bhulaiya) mit seinem dreiportaligen Mittelteil in der Form eines Triumphbogenschemas überragt die beiden seitlichen Annexbauten deutlich. Alle drei Teile schließen mit Balustraden nach oben ab, wobei diejenigen des Mittelbaus durch seitliche Türmchen hervorgehoben sind. Das Obergeschoss des Baues ist labyrinthartig gestaltet und enthält knapp 500 Durchgänge.
- Auf der gegenüber liegenden Seite erhebt sich eine querlagerte Gebetshalle, deren erhöht gelegtes Erdgeschoss im Äußeren durch mehrere große Bogenfenster und ein mittleres Portal gegliedert ist. Dahinter erstreckt sich eine etwa 60 m lange, 16 m breite und ca. 15 m hohe Halle mit einem baldachinbedeckten Scheingrab (Kenotaph) Asaf-ud-Daulas. Darüber befindet sich außen ein Flachdach mit einem leicht zurückgestuften Freisitz mit umrandender Balustrade und kleinen Eckpavillons (chhatris). Das abschließende eigentliche Flachdach ist erneut von einer Balustrade verstellt.
- Die rechte Hofseite wird größtenteils von der ebenfalls höher liegenden und nur über Treppen erreichbaren Asfi-Moschee mit ihren von umgedrehten Lotosblüten bedeckten und stark gebauchten und gerippten Kuppeln eingenommen.